# Dacus kaplanae
Dacus kaplanae är en tvåvingeart som beskrevs av White och Goodger 2009. Dacus kaplanae ingår i släktet Dacus och familjen borrflugor.
Artens utbredningsområde är Malawi. Inga underarter finns listade i Catalogue of Life.